# Launchpad

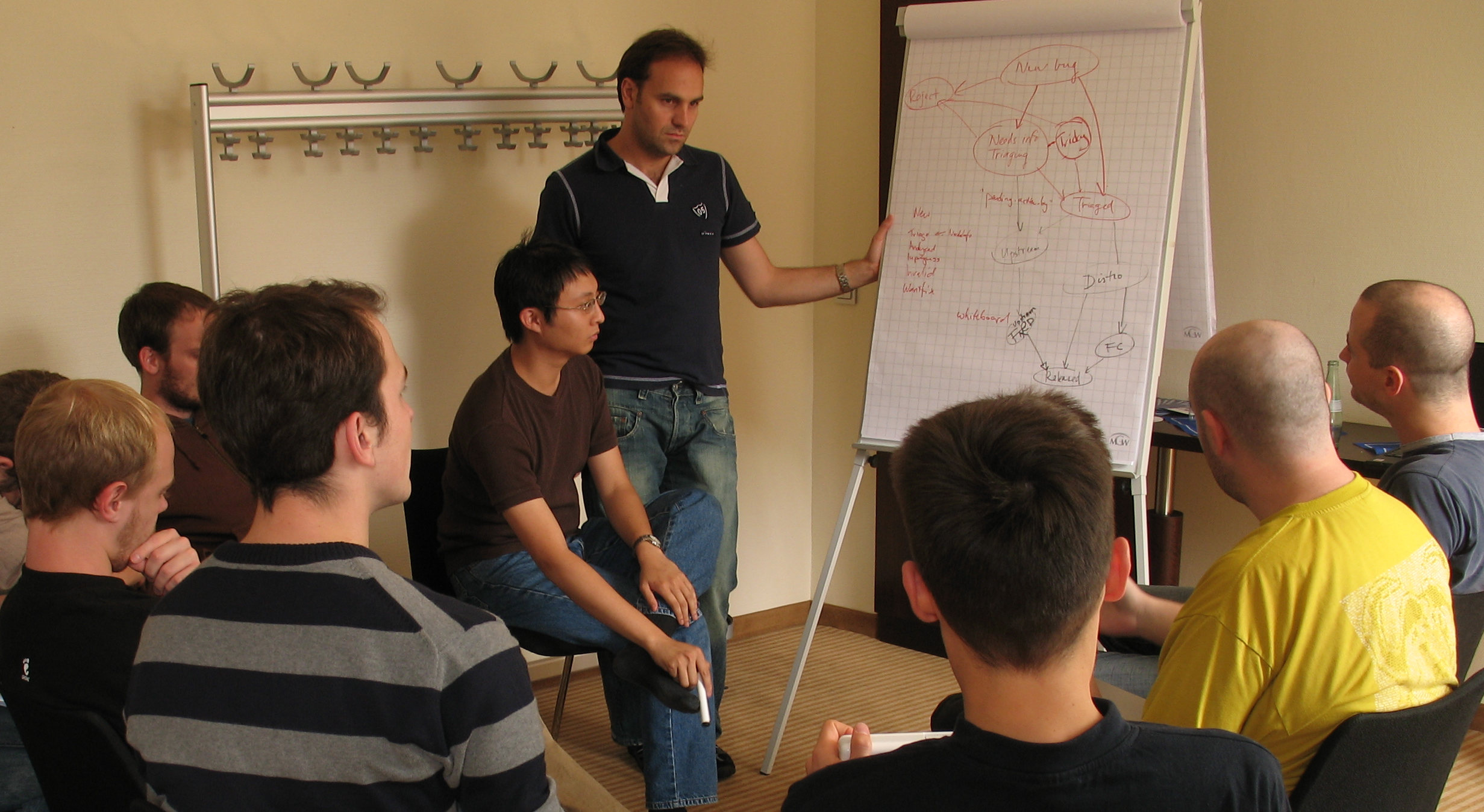
Mark Shuttleworth i pracownicy Canonical Ltd. omawiający projekt Launchpad podczas zlotu UDS w sierpniu 2006 w Wiesbaden

Launchpad – aplikacja sieciowa wspierająca rozwój oprogramowania, szczególnie wolnego oprogramowania. Jest on rozwijany i utrzymywany przez firmę Canonical Ltd.

## Komponenty
Składa się on z kilku części: 
- Code: hosting kodów źródłowych poprzez system kontroli wersji Bazaar.
- Bugs: system zgłaszania błędów
- Blueprints: system śledzenia specyfikacji technicznych i nowych funkcji.
- Translations: strona wspomagająca tłumaczenie oprogramowania na różne ludzkie języki.
- Answers: źródło wiedzy i wsparcie społeczności.

Launchpad oparty jest na oprogramowaniu FLOSS, takim jak serwer aplikacji Zope 3 i języku programowania Python.

## Projekty korzystające z Launchpad
Wiele znanych projektów wykorzystuje Launchpad do rozwoju oprogramowania, między innymi:
- Ubuntu GNU/Linux
- Bazaar
- MySQL
- Inkscape
- Openclipart
- Wolna biblioteka czcionek

## Wolne oprogramowanie
21 lipca 2009 roku całe oprogramowanie tworzące Launchpad zostało wydane na licencji GNU AGPL.